# Mientras duermes
Mientras duermes es una película española del género suspense estrenada en España el 14 de octubre de 2011, dirigida por Jaume Balagueró, escrita por Alberto Marini y protagonizada por Luis Tosar, Marta Etura y Alberto San Juan. La película está inspirada en la novela llamada mientras duermes, mismo nombre que la película y escrita por Alberto Marini.

## Sinopsis
César es portero de un edificio y como tal controla, conoce y fisgonea la vida de sus inquilinos. Dándose cuenta del poder que le da el conocer de sus hábitos, secretos y puntos débiles, intenta convertir sus vidas en una pesadilla. La nueva vecina del 5.ºB, siempre feliz y sonriente, será el reto perfecto para César.

## Reparto
| Actor            | Personaje           |
| ---------------- | ------------------- |
| Luis Tosar       | César               |
| Marta Etura      | Clara               |
| Alberto San Juan | Marcos              |
| Petra Martínez   | Sra. Verónica       |
| Iris Almeida     | Úrsula              |
| Josep Tosar      | Padre de Úrsula     |
| Amparo Fernández | Sra. de la limpieza |
| Carlos Lasarte   | Vecino 4ºB          |
| Oriol Genís      | Administrador       |
| Tony Corvillo    | Policía informático |

## Producción
Filmax narró el film en el 2010 en el Festival de Cine de Cannes y nombró a Jaume Balagueró como el director. Alberto Marini escribió el guion de la película. Balagueró nombró en el elenco en mayo del 2010 a Luis Tosar y Marta Etura para las rolas. Filmax y Balagueró filmaron el proyecto en Barcelona. Es la primera película dirigida en solitario por Balagueró después de Frágiles.

## Estreno
En EE. UU. se estrenó el 23 de septiembre de 2011 como Sleep Tight, en el Fantastic Festival, y más tarde en el Festival de Sitges el 8 de octubre de 2011, para finalmente estrenarse en España el 14 de octubre de 2011. En Francia se estrenó el 28 de diciembre de 2011, y en Alemania el 5 de julio de 2012.

## Presupuesto
El presupuesto definitivo de Mientras duermes, una vez confirmado por Filmax, es de 3,6 millones de euros.

## Recaudación
Mientras duermes debutó en la taquilla española en 2.º lugar con 827 332 euros y media de 2903 euros, siendo únicamente superada por la estadounidense Contagio, de Steven Soderbergh, que hizo 1.096.790 euros. Al final de su carrera comercial logró un total de 3.584.505,21 € y 559.409 espectadores.
Además, en concepto de ayuda general para la amortización que concede el ICAA recibió 1.777.100 euros (sumando la ayuda general y complementaria).